# 科戈略斯
科戈略斯，是西班牙卡斯蒂利亚-莱昂布尔戈斯省的一个市镇。总面积31平方公里，总人口264人（2001年），人口密度9人/平方公里。